# مونت کمپس، استرالیای جنوبی

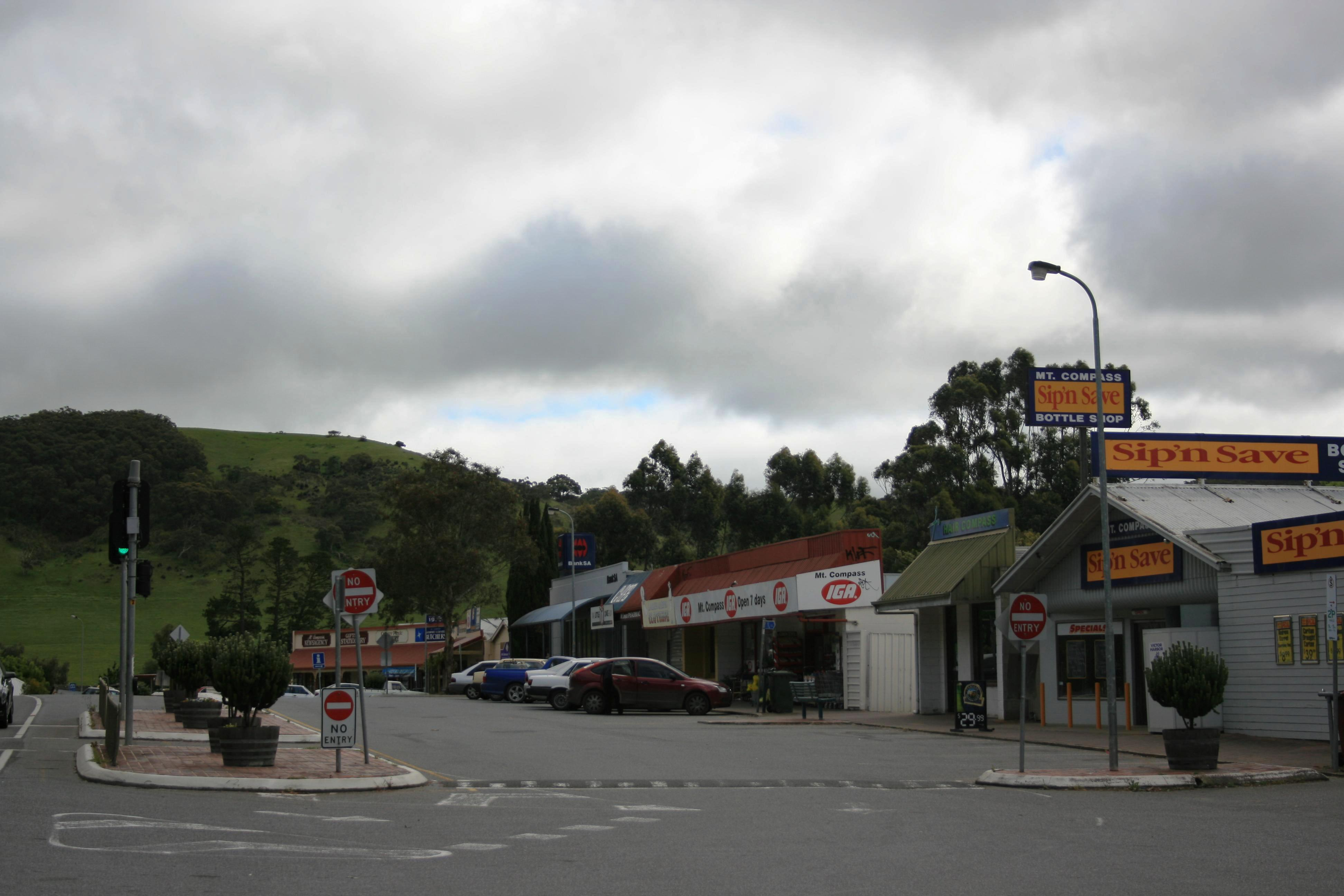
مونت کمپس، استرالیای جنوبی

مونت کمپس (به انگلیسی: Mount Compass) یک شهرک در استرالیا است که در استرالیای جنوبی واقع شده‌است.